# Moritz Maria Weittenhiller
Mori(t)z Maria Edler von Weittenhiller (né le 8 septembre 1847 à Vienne et mort le 18 février 1911 à Bozen) est un généalogiste et héraldiste autrichien.

## Biographie
Moritz Maria est le fils du grossiste Friedrich Edler von Weitenhiller et de son épouse Anna née Fleischhacker. La famille remonte à 1643 et est originaire de Carinthie. Weittenhiller se fait connaître comme auteur et illustrateur au Neuer Siebmacher à partir de 1884. Ici, il participe de manière significative aux travaux normatifs sur la noblesse de Salzbourg et ses armoiries. Avec d'autres personnalités, il fonde en 1903 la « Société Autrichienne Exlibris ».

## Œuvres
- Genealogisches Taschenbuch der Ritter-und Adelsgeschlechter, Brünn, Vienne ab 1876. 5 von 6 Volumes. Digitalisat Jg. 2, Digitalisat Jg. 3, Digitalisat Jg. 4, Digitalisat Jg. 5, Dankeswort der Redaktion Digitalisat in Jg. 6.
- Der Salzburgische Adel. In: J. Siebmacher’s großes und allgemeines Wappenbuch, Vol. 4. / Abt. 6. Bauer & Raspe E. Küster, Nuremberg1883.
- Die Wappen des Adels in Salzburg, Steiermark und Tirol, Zusammenarbeit avec Johann Baptist Witting (de) et Otto Titan von Hefner; Reprint: Degener & Co., Neustadt an der Aisch 1979.  (ISBN 3-87947-028-6).